# دارزين (حومة بم)
دارزین (بالفارسية: دارزین) هي قرية تقع في إيران في منطقة مركزية ريفية. يقدر عدد سكانها بـ 56 نسمة .